# Augusten Burroughs
Pour les articles homonymes, voir Burroughs.
Augusten Burroughs, né Christopher Richter Robison le 23 octobre 1965 à Pittsburgh, en Pennsylvanie, est un écrivain américain.

## Biographie
Burroughs est le fils de la poétesse Margaret Robison et du professeur de philosophie John G. Robison.
À l’âge de 13 ans, il part vivre chez le psychiatre de sa mère : il raconte cette période de sa vie dans son livre de mémoires Courir avec des ciseaux (Running with Scissors). Déscolarisé, il obtient toutefois son diplôme d’études secondaires par correspondance à l’âge de 17 ans, puis s’inscrit pour des études de médecine, avant de les abandonner en cours d’année. Il trouve un premier emploi comme serveur et, deux ans plus tard, décroche un emploi dans la publicité à New York en faisant du démarchage : cette période de sa vie est décrite dans son second livre de mémoires intitulé Déboire (Dry). Il tient un journal intime depuis qu’il est enfant. Il raconte son quotidien, ses pensées et sa vie professionnelle et amoureuse.
La citation de Jules Renard inscrite au début de son premier livre résume l’esprit de l’auteur : « Cherchez le ridicule en tout, vous le trouverez ». Avec un sens du détail très poussé et beaucoup d’humour, il détaille et commente sa vie mouvementée. Il se moque de la société, des gens qu’il fréquente, de sa famille et de lui-même. Il aime tourner en dérision les évènements marquants de sa vie et parvient à faire rire le lecteur[réf. nécessaire], y compris dans les contextes douloureux.
Il obtient un très gros succès en publiant ses mémoires. Son premier titre, le plus connu, s’intitule Courir avec des ciseaux (Running with Scissors), et a connu une adaptation au cinéma. L'auteur y raconte son enfance et son adolescence : Burroughs est un fils de parents divorcés. Sa mère est une poétesse sans œuvre, très égocentriste et, en conséquence, uniquement préoccupée par ses difficultés personnelles. Afin de pouvoir se consacrer à plein temps à son art et à ses problèmes, elle décide de confier son fils âgé de 13 ans à son propre psychiatre, le Dr Finch, un docteur aux méthodes peu orthodoxes.
Élevé dans la maison du docteur, il grandit au milieu d’une famille de marginaux, ainsi que d’autres patients que Finch accueille chez lui. Il y trouve une grande liberté et assume son homosexualité très jeune. Il se lie d’amitié avec Natalie, la fille du docteur, et vit une relation avec Neil Bookman, le fils adoptif (et ancien patient) de Finch. Bookman abuse sexuellement de lui à de nombreuses reprises. Burroughs est malgré tout profondément amoureux de lui. Dans Déboire (Dry), il raconte sa vie de jeune adulte : employé comme concepteur-rédacteur dans l’agence de publicité National Potato Board à New York, il se lie d’amitié avec sa collègue de travail, Greer, et lutte contre de graves problèmes d’alcoolisme.
À la suite de nombreuses cuites qui l’empêchent de travailler et une menace de licenciement, il fait une cure dans un centre de désintoxication gay, le Proud Institute, dans le Minnesota. Il rencontre, par le biais du téléphone rose, son compagnon, Pighead, avec qui il aura une relation tumultueuse. Ce dernier tombe gravement malade, et Burroughs, à cause de leurs problèmes respectifs, ne sait pas comment gérer cette relation.
Il réside aujourd’hui à New York.
Outre ses deux livres de mémoires, Augusten Burroughs a publié un premier roman, Sellevision (2000), un autre livre de mémoires, Magical Thinking (2004), et un essai Take Five: Four Favorite Essays Plus One Never-Been-Seen Essay (2011). Il donne encore dans le récit autobiographique avec Possible Side Effects (2006) et A Wolf at the Table (2008) où il raconte sa relation avec son père.
Bien que ses récits soient adaptés de ses mémoires, la famille du Dr Rodolph H. Turcotte (« Dr Finch ») l’accuse, dans un article de Vanity Fair (paru en janvier 2007), puis en justice  (en août 2007), d’avoir inventé de nombreux passages de son livre, Courir avec des ciseaux, et d’exagérer certains faits de manière à faire passer le psychiatre pour un fou. Poursuivi à hauteur de 2 millions de dollars pour — notamment — atteinte à la vie privée et diffamation, il est obligé de publier dans les futures rééditions des excuses et rappeler l’opposition de la famille aux faits racontés dans son livre.
Le Special Trustee Award des prix Lambda Literary lui est décerné en 2013.

## Œuvre

### Roman
- 2000 – Sellevision (2000)

### Mémoires
- Running with Scissors (2002) Publié en français sous le titre Courir avec des ciseaux, traduit par Christine Barbaste, Paris, Passage du Marais, 2005  (ISBN 2-84075-034-1) ; réédition, Paris, 10/18, coll. « Domaine étranger » no 3955, 2006  (ISBN 2-264-04378-4)
- Dry (2003) Publié en français sous le titre Déboire, traduit par Christine Barbaste, Paris, Passage du Marais, 2005  (ISBN 2-84075-037-6) ; réédition, Paris, 10/18, coll. « Domaine étranger » no 4022, 2007  (ISBN 978-2-264-04377-1)
- Magical Thinking (2004) Publié en français sous le titre Pensée magique, traduit par Philippe Rouard, Paris, Éditions H. d'Ormesson, 2008  (ISBN 978-2-35087-073-1) ; réédition, Paris, 10/18, coll. « Domaine étranger » no 4273, 2009  (ISBN 978-2-264-04839-4)
- Possible Side Effects (2006) Publié en français sous le titre Effets secondaires probables, traduit par Samuel Sfez, Paris, Éditions H. d'Ormesson, 2012  (ISBN 978-2-35087-186-8) ; réédition, Paris, 10/18, coll. « Domaine étranger » no 4683, 2013  (ISBN 978-2-264-04952-0)
- A Wolf at the Table (2008) Publié en français sous le titre Un loup à ma table, traduit par Jean Guiloineau, Paris, Éditions H. d'Ormesson, 2009  (ISBN 978-2-35087-123-3) ; réédition, Paris, 10/18, coll. « Domaine étranger » no 4376, 2010  (ISBN 978-2-264-04951-3)
- You Better Not Cry: Stories for Christmas (2009)
- Lust & Wonder: A Memoir (2016)

### Essais
- Take Five: Four Favorite Essays Plus One Never-Been-Seen Essay (2011)

### Autre publication
- This Is How: Proven Aid in Overcoming Shyness, Molestation, Fatness, Spinsterhood, Grief, Disease, Lushery, Decrepitude & More. For Young and Old Alike (2012)

## Adaptation au cinéma
- 2006 : Courir avec des ciseaux (Running with Scissors), film américain réalisé Ryan Murphy (également producteur de la série télévisée Nip/Tuck), adaptation du roman éponyme, avec Annette Bening et Alec Baldwin dans le rôle des parents d’Augusten, Joseph Cross dans le rôle d’Augusten, Brian Cox dans le rôle du Dr Finch, Gwyneth Paltrow dans le rôle de Hope, et Joseph Fiennes dans le rôle de Neil Bookman
- Une adaptation au cinéma de Sellevision est un temps à l’étude. Kristin Davis (interprète du personnage de Charlotte dans la série télévisée Sex and the City) et Julia Louis-Dreyfus (actrice dans la série télévisée Seinfeld) sont pressenties pour figurer au casting, mais le projet est abandonné. En septembre 2009, Bryan Fuller et Bryan Singer reprennent en vain le projet pour le compte du réseau de télévision NBC. En 2017, la société canadienne de production télévisuelle Lionsgate Television investit dans le projet, en partenariat avec Galgos Entertainment.
- Augusten Burroughs travaille un temps sur une série télévisée inédite pour la chaîne américaine Showtime qui ne voit pas le jour.